# خانه حسن عطایی
منزل حسن عطایی، خانه‌ای تاریخی است مربوط به اوایل دوره قاجار که در روستای بیدسکان از توابع دهستان باغستان بخش مرکزی شهرستان فردوس واقع شده‌است. این اثر در تاریخ ۲۴ بهمن ۱۳۸۶ با شمارهٔ ثبت ۲۱۲۴۵ به‌عنوان یکی از آثار ملی ایران به ثبت رسیده است.